# Mucor mucedo
Mucor mucedo är en svampart som beskrevs av Fresen. 1850. Mucor mucedo ingår i släktet Mucor och familjen Mucoraceae.   Inga underarter finns listade i Catalogue of Life.

## Källor

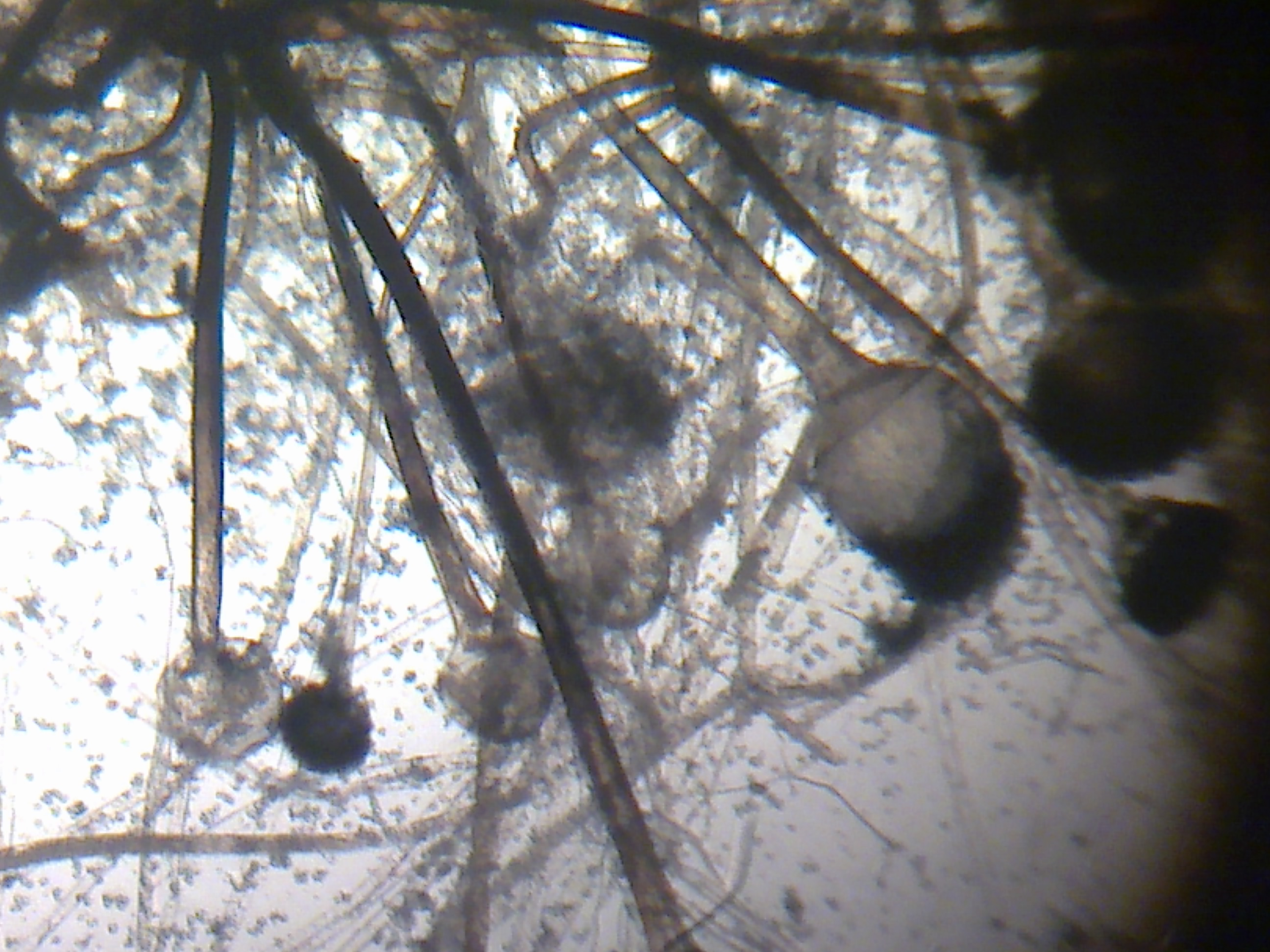